# لويس هاكيت
لويس هاكيت (بالإنجليزية: Lewis Hackett)‏ هو طبيب أمريكي، ولد في 14 ديسمبر 1884 في بنيسيا في الولايات المتحدة، وتوفي في 28 أبريل 1962 في واشنطن العاصمة في الولايات المتحدة.